# Voordekunst
Voordekunst is een Nederlandse crowdfundingwebsite specifiek gericht op de culturele en creatieve sector. Voordekunst is in 2010 ontwikkeld vanuit het Amsterdams Fonds voor de Kunst en werd financieel mogelijk gemaakt middels een bijdrage uit de Regeling Innovatie Cultuuruitingen van het ministerie van Onderwijs, Cultuur en Wetenschap. Deze regeling had als doel vernieuwende activiteiten te ondersteunen die het maatschappelijk draagvlak voor cultuuruitingen konden verdiepen en verbreden.
Voordekunst lanceerde op 4 november 2010 in het Hirschgebouw in Amsterdam. Anno 2020 was er ruim 26 miljoen euro ontvangen voor ongeveer 4000 campagnes.
Oprichter van voordekunst.nl is Roy Cremers die tot 2020 directeur was van de organisatie. Hij werd in 2020 opgevolgd door Kristel Casander.